# Porque te vi llorar
Porque te vi llorar es una película española dirigida por Juan de Orduña e interpretada por Pastora Peña, Luis Peña Illescas y Manuel Arbó. Se estrenó en 1941.